# الكسندر لانغر
الكسندر لانغر (بالإيطالية: Alexander Langer)‏ هو عالم بيئة وناشط سلام وصحفي وكاتب وسياسي إيطالي، ولد في 22 فبراير 1946 في إيطاليا، وتوفي في 3 يوليو 1995 في فلورنسا في إيطاليا. حزبياً، نشط في فيدرالية الخضر. في انتخابات البرلمان الأوروبي 1989، انتخب عضو في البرلمان الأوروبي عن دائرة إيطاليا لترشحه ضمن قائمة Radical Party (Italy) ‏، وقد انضم خلال فترته النيابية (25 يوليو 1989 – 18 يوليو 1994) للكتلة البرلمانية المجموعة الخضراء في البرلمان الأوروبي ‏ وفي انتخابات البرلمان الأوروبي 1994، انتخب عضو في البرلمان الأوروبي عن دائرة إيطاليا لترشحه ضمن قائمة Radical Party (Italy) ‏، وقد انضم خلال فترته النيابية (19 يوليو 1994 – 3 يوليو 1995) للكتلة البرلمانية المجموعة الخضراء في البرلمان الأوروبي ‏.